# Військова медаль (Велика Британія)
Військова медаль (англ. Military Medal) — військова нагорода Великої Британії. Військова медаль була військовою відзнакою, якою нагороджували особовий склад британської армії та інших видів збройних сил, а також особовий склад інших країн Співдружності, не офіцерського звання, за хоробрість у боях на суші. Нагорода була заснована в 1916 році з ретроспективним застосуванням до 1914 року, і присуджувалася рядовому та сержантському складу за прояву «актів хоробрості та відданості службовому обов'язку під вогнем противника». Нагородження відзнакою було припинено в 1993 році, коли її замінив Воєнний хрест, який поширювався на всі звання, тоді як інші країни Співдружності запровадили власні системи нагород у післявоєнний період.

## Різновиди медалей

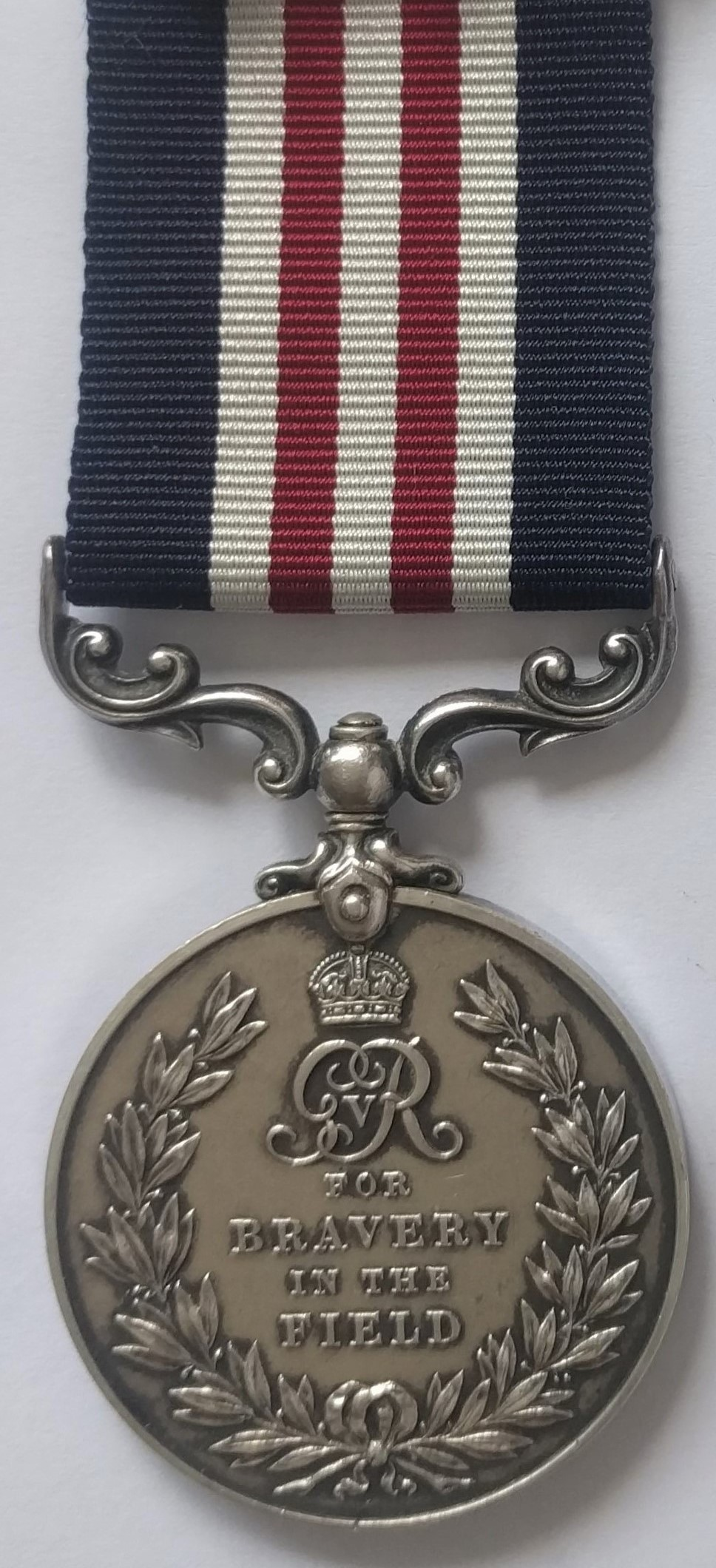
Зворотній бік (реверс) Військової медалі

| Різновиди аверсу Медалі льотних заслуг | Різновиди аверсу Медалі льотних заслуг | Різновиди аверсу Медалі льотних заслуг | Різновиди аверсу Медалі льотних заслуг | Різновиди аверсу Медалі льотних заслуг | Різновиди аверсу Медалі льотних заслуг | Різновиди аверсу Медалі льотних заслуг |
|                                        | Георг V (1918—1930)                    | Георг V (1930–1937)                    | Георг VI (1938—1948)                   | Георг VI (1948–1952)                   | Єлизавета II (1952—1958)               | Єлизавета II (1958—1993)               |
| -------------------------------------- | -------------------------------------- | -------------------------------------- | -------------------------------------- | -------------------------------------- | -------------------------------------- | -------------------------------------- |
| Аверс медалі                           |                                        |                                        |                                        |                                        |                                        |                                        |